# Fabius Valens
Fabius Valens (Anagni - (geëxecuteerd Urbino, 69) was een Romeinse commandant, die een gunsteling van keizer Nero was. In 69 werd hij bevelhebber van Legio I Germanica met basis in Germania Inferior. Toen na de dood van Nero de troepen gehoorzaamheid weigerden te zweren aan de nieuwe keizer Galba, liet Valens hun Vitellius, de gouverneur van Germania Inferior, tot keizer uitroepen. 
De strijdkrachten, die Vitellius ondersteunden, verdeelden zich voor de lange mars naar Rome in twee legers; een van deze stond onder bevel van Valens. Valens' troepen namen een route door Gallië, waarschijnlijk om extra soldaten te werven, voordat zij zich uiteindelijk weer met het andere Vitelliaanse leger, dat geleid werd door Caecina, bij Cremona verenigden. Tegen die tijd was Galba gedood en was Otho in Rome tot keizer uitgeroepen. Otho's troepen ontmoetten de gecombineerde Vitelliaanse legers tijdens de Eerste Slag bij Bedriacum. Valens en Caecina behaalden een beslissende overwinning. Toen Otho het nieuws van de nederlaag van zijn leger hoorde pleegde hij zelfmoord. Vitellius werd zo in staat gesteld om zijn triomfantelijke intocht in Rome te maken.